# Vibidia
Vibidia és un gènere de coleòpters de la família Coccinellidae, subfamília Coccinellinae.

## Taxonomia
- Vibidia duodecimguttata  (Poda, 1761)
- Vibidia korschefskii  (Mader, 1930)